# Liste de musées en Uruguay
Pour les autres articles nationaux ou selon les autres juridictions, voir Liste des musées par pays.
Cet article présente une liste de musées en Uruguay.

## Publics

### Montevideo
- Museo Histórico Nacional (es)
  - Casa del Gral. Fructuoso Rivera (es)
  - Casa de José Garibaldi (es)
  - Casa de Manuel Ximénes y Gómez
  - Casa Juan Antonio Lavalleja
  - Casa Juan Francisco Giró
  - Casa de Antonio Montero (es)
  - Casa Quinta de José Batlle y Ordóñez (es)
  - Casa Quinta de Luis Alberto de Herrera
- Museo Zorrilla (es)
- Cátedra Alicia Goyena (es)
- Museo de Artes Decorativas Palacio Taranco (es)
- Museo de la Palabra (es)
- Museo Figari (es)
- Museo Nacional de Historia Natural y Antropología
- Museo Nacional de Artes Visuales
- Museo Nacional de Historia Natural de Uruguay
- Museo Fortaleza General Artigas
- Museo Juan Manuel Blanes (es)
- Museo del Carnaval (es)
- Museo Aeronáutico "Coronel (Aviador) Jaime Meregalli" (es)
- Museo Pedagógico José Pedro Varela (es)
- Museo y Parque Fernando García (es)
- Museo Naval de Montevideo (es)
- Museo del Gaucho y la Moneda (es)
- Museo Numismático del Banco Central del Uruguay (es)
- Museo del Azulejo (es)
- Museo de UTE (es)
- Museo del Arma de Caballería
- Centro Cultural Museo de la Memoria
- Mausoleo al Gral. José Gervasio Artigas (es)
- Museo Blandengues de Artigas
- Museo Casa Vilamajó (es)
- Museo de Arte Precolombino e Indígena (es)
- Museo de Historia del Arte (es)
- Museo de Historia Natural Dr. Carlos A. Torres de la Llosa (es)
- Museo de la Casa de Gobierno
- Museo de la Dirección Nacional de Bomberos
- Museo de las Migraciones (es)
- Museo de las Telecomunicaciones (es)
- Museo y Jardín Botánico Profesor Atilio Lombardo (es)

### Autres villes
Liste par ordre alphabétique des villes:
Colonia del Sacramento
- Museo Paleontológico Profesor Armando Calcaterra (es)

Florida
- Museo Histórico de Florida (es)

Fray Bentos (Río Negro)
- Museo Luis Alberto Solari (es)

Las Piedras
- Museo de la Uva y el Vino
- Museo Julio Sosa

Melo (Cerro Largo)
- Museo Histórico Regional de Melo (es)

Mercedes (Soriano)
- Pinacoteca Eusebio Giménez

Nueva Palmira
- Museo Municipal Profesor Roselli (es)

Rivera (Rivera)
- Museo Municipal de Artes Plásticas

Salto
- Museo del Hombre y la Tecnología
- Musée Gallino des Beaux Arts
- Musée du Théâtre Larrañaga
- Museo Casa Quiroga
- Museo Las Nubes Casa de Enrique Amorim.

San José de Mayo (San José)
- Museo Wenceslao Varela

Sauce (Canelones)
- Museo histórico Casa de Artigas (es)

Tacuarembó
- Museo de Artes Visuales de Tacuarembó (es)
- Museo Carlos Gardel

Treinta y Tres (Treinta y Tres)
- Museo Agustín Araújo (es)

Villa Soriano (Soriano)
- Museo Regional de Villa Soriano (Casa de Marfetán)

## Privés
- Museo del Automóvil Eduardo Iglesias (es), Montevideo
- Museo Gurvich (es), Montevideo
- Museo del Mar (es), La Barra (Maldonado)
- Museo de Colecciones Arenas, Granja Arenas, Ruta 1, Km 167 (Colonia)
- Museo Torres García (es), Montevideo
- Museo Departamental de San José (es), San José de Mayo (San José)
- Museo Andes 1972 (es), Montevideo